# 교황 베네딕토 3세
교황 베네딕토 3세(라틴어: Benedictus PP. III, 이탈리아어: Papa Benedetto III)는 제104대 교황(재위: 855년 9월 29일 ~ 858년 4월 7일)이다.
교황이 되기 전의 베네딕토의 생애에 대해서는 알려진 바가 거의 없다. 페트루스의 아들로 태어난 그는 로마에서 태어나 자랐으며, 교황으로 선출될 당시에 산 칼리스토 성당의 사제급 추기경이었다. 베네딕토는 학식이 높고 경건한 인물로 평판이 좋은 인물이었다. 유력한 차기 교황 후보였던 하드리아노가 교황직을 거절한다는 의사를 표시하자, 로마의 성직자들과 시민들은 대타로 베네딕토를 지지하여 그를 새 교황으로 선출하였다. 그러나 아나스타시오를 차기 교황으로 지지했던 이들은 베네딕토가 교황으로 선출된 것에 승복하지 않고 선거 무효를 주장하면서 문제가 일어났다. 결국 그들은 자기들끼리 아나스타시오를 교황으로 추대하였다. 하지만 로마의 민심은 베네딕토 3세를 강력하게 지지하고 있었다. 신성 로마 제국 황제 루트비히 2세의 특사들은 베네딕토 3세에게 대립교황 아나스타시오와 그를 지지하는 이들을 관대하게 처리할 것을 강요하였다. 교회의 분열은 교황에 대한 황제의 영향력, 특히 교황 선거에서의 영향력을 약화시키는 결과를 낳았다.
베네딕토 3세는 로타르 1세 사후 그의 아들들(루트비히 2세 황제, 로타르 2세, 프로방스의 샤를) 사이에 벌어진 분쟁을 중재하였으며, 그 밖에도 다른 여러 사건에 적극적으로 개입하였다. 특히 콘스탄티노폴리스에 대해서는 언제나 확고부동한 태도를 보였다.
베네딕토 3세가 재임하는 동안 웨섹스의 에설레드와 그의 아들 앨프레드가 로마를 방문하였다. 베네딕토 3세는 847년에 화재로 소실되었던 천사 학교(Schola Anglorum)를 복원하였다.
중세의 한 전설에서는 베네딕토 3세의 전임자로 남장을 한 여교황 요안나가 있었다고 전해지지만, 역사학계에서는 이를 실제 역사가 아닌 가상의 이야기로 보는 것이 중론이다.